# Estany Gelat de Saboredo
L'estany Gelat de Saboredo és un llac glacial que geogràficament es troba al vessant nord del Pirineu, a la conca oriental del Circ de Saboredo. La seva altitud és 2.318 metres i la seva superfície és de 6,57 hectàrees. Desaigua a l'estany Major de Saboredo. Forma part de la zona perifèrica del Parc Nacional d'Aigüestortes i Estany de Sant Maurici, i pertany al terme municipal d'Alt Àneu al Pallars Sobirà.
Per la seva riba dreta discorre el corriol que enllaça la capçalera de la vall de Gerber (passant pel coll de l'estany Gelat) amb el Circ de Saboredo. Els refugis més propers són el refugi de Saboredo i el refugi Mataró, a la capçalera de la vall de Gerber (no guardat).